# KELT-11 b
KELT-11 b — экзопланета, вращающаяся вокруг жёлтого субгиганта звезда KELT-11 в созвездии Льва. Находится в 320 световых годах от Солнца.
Это «раздутая планета», имеющая крайне низкую плотность. При радиусе, в 1,37 раз превышающем Юпитер, её масса составляет только 19 % юпитерианской. Таким образом, плотность планеты примерно такая же, как и у стиролового пенопласта. Температура поверхности составляет 1712+51
−46 K. Была обнаружена в 2016 году.